# Mu (zen)

Caràcter xinès tradicional per wu ("cap cosa"), en Coreà i japonès: mu). Representa el koan del Gos de Zhaozhou.

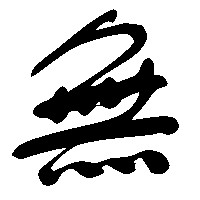
El caràcter 无 en lletra cursiva.

Mu (japonès/coreà), Wu (xinès tradicional: 无, simplificat: 无 pinyin: wu),Vo (vietnamita) és una paraula que toscament pot ser traduïda per "cap", "sense". Encara que es fa servir com prefix per a indicar l'absència d'alguna cosa (ex., 无线 musen per "sense fils"), és més coneguda per ser la resposta de certs koans i altres preguntes de la tradició budista zen per indicar que la pregunta que es respon és incorrecta i posteriorment per haver estat reciclada en el folklore esotèric dels furoners com a resposta a altres preguntes de l'estil de pregunta capciosa.
El famós koan Mu és el següent: Un monjo va preguntar a Zhaozhou, un mestre zen xinès (en japonès, Joshu): "Té un gos la naturalesa de Buda o no? ", Zhaozhou va respondre:" wu "(en japonès, Mu).
Alguns mestres budistes sostenien que criatures com els gossos tenien naturalesa de Buda. Altres, que no la tenien. La resposta de Zhaozhou s'interpreta com que aquesta classe de pensament categòric és un deliri. En altres paraules, tant "sí" com "no" són alhora correctes i incorrectes. Aquest koan ho empren tradicionalment els estudiants de l'escola Rinzai de Zen en la seva iniciació a l'estudi del zen.

## Discordianisme
D'acord amb el discordianisme, es fa servir la resposta "Mu" per respondre a la pregunta: "Quan un arbre cau enmig del bosc i ningú ho escolta, produeix algun so?"